# Joel McHale
Joel Edward McHale (Roma, 20 de noviembre de 1971) es un actor, comediante, escritor, productor de televisión y artista de voz estadounidense, nacido en Italia. Su fama se debe principalmente a su rol como presentador del programa The Soup, que se transmite en el canal de televisión por cable E!, y por su papel como Jeff Winger en la serie televisiva de comedia Community emitida por la NBC. Además del gran papel como oficial Butler en la película Deliver Us From Evil, de Scott Derrickson, tuvo un pequeño papel como empleado de un banco en Spider-Man 2 y otro en la quinta temporada de Sons of Anarchy, en los capítulos 6 y 7. Entre el 2017 y el 2019 fue el agente inmobiliario Chris en la serie para Netflix Santa Clarita Diet.

## Primeros años
McHale nació en Roma, Italia, donde su padre, Jack McHale, trabajó como Decano de Estudiantes en el Centro de Roma de la Universidad Loyola. Su madre, Laurie, es de Vancouver, Canadá, y su padre es de Chicago, Illinois.  De ascendencia irlandesa y noruega, fue criado católico. Creció en Mercer Island, Washington, y brevemente en Haddonfield, Nueva Jersey, cerca de Filadelfia, antes de regresar al estado de Washington. Asistió a Mercer Island High School.
McHale recibió una licenciatura en Historia de la Universidad de Washington (1995) y perteneció brevemente a Theta Chi.
Fue reclutado para formar parte del equipo de remo, pero luego se unió al equipo de fútbol. Aunque la mayoría de sus compañeros de equipo recibieron becas deportivas, McHale fue un caminante en el ala cerrada durante dos años en el equipo scout. Recibió una maestría en Bellas Artes del Programa de Formación de Actores Profesionales de la Universidad de Washington. Es fanático de los Seattle Seahawks.

## Familia
McHale se casó con Sarah Williams en 1996, y tienen dos hijos: Edward Roy e Isaac Hayden.

## Filmografía

### Películas
| Año  | Título                                | Rol                                 | Notas         |
| ---- | ------------------------------------- | ----------------------------------- | ------------- |
| 2004 | Spider-Man 2                          | Mr. Jacks                           |               |
| 2004 | Wait                                  |                                     | Cortometraje  |
| 2005 | Lords of Dogtown                      | Reportero                           |               |
| 2005 | Game Time                             | Johnson                             | Cortometraje  |
| 2006 | Mini's First Time                     | Host                                |               |
| 2008 | Giants of Radio                       | Doug Deerfield                      | Telefilme     |
| 2008 | The Onion Movie                       | Office Worker                       | Sin acreditar |
| 2008 | Open Season 2                         | Elliot                              | Voz           |
| 2009 | The Informant!                        | Agente especial del FBI Bob Herndon |               |
| 2011 | Spy Kids 4: All the Time in the World | Wilbur Wilson                       |               |
| 2011 | What's Your Number?                   | Roger the Boss                      |               |
| 2011 | El gran año                           | Barry Loomis                        |               |
| 2012 | Ted                                   | Rex                                 |               |
| 2014 | Blended                               | Mark                                |               |
| 2014 | Deliver Us from Evil                  | Butler                              |               |
| 2014 | Adult Begginers                       | Hudson                              |               |
| 2014 | A Merry Friggin' Christmas            | Boyd Mitchler                       |               |
| 2018 | The Happytime Murders                 | Agente Campbell                     |               |
| 2018 | Assassination Nation                  | Nick                                |               |
| 2018 | A Futile and Stupid Gesture           | Chevy Chase                         |               |
| 2023 | It's a Wonderful Knife                | David Carruthers                    |               |
| 2023 | Parachute                             | Jamie                               |               |
| 2026 | Scream 7                              | Mark Evans                          |               |

### Televisión
| Año         | Título                            | Rol                                               | Notas                                                                                    |
| ----------- | --------------------------------- | ------------------------------------------------- | ---------------------------------------------------------------------------------------- |
| 1994        | Bill Nye the Science Guy          | Defendant                                         | Episodio: "Fluids"                                                                       |
| 1996        | Almost Live!                      | Varios                                            | 2 episodios                                                                              |
| 2000        | The Huntress                      | Quicky the Clown                                  | Episodio: "Springing Tiny"                                                               |
| 2000        | El fugitivo                       | Curtis                                            | Episodio: "Far from Home"                                                                |
| 2000        | Diagnosis: Murder                 | Richard                                           | Episodio: "By Reason of Insanity"                                                        |
| 2001        | Will & Grace                      | Ian                                               | Episodio: "Cheaters"                                                                     |
| 2004 - 2015 | The Soup                          | Conductor                                         | También productor ejecutivo y escritor                                                   |
| 2005        | CSI: Miami                        | Greg Welch, Bank Manager                          | Episodio: "Urban Hellraisers"                                                            |
| 2007        | Pushing Daisies                   | Harold Hundin                                     | Episodio: "Bitches"                                                                      |
| 2007        | The IT Crowd                      | Roy                                               | 1 episodio                                                                               |
| 2007 - 2009 | Robot Chicken                     | Varios                                            | Voz. Episodios: "Slaughterhouse on the Prairie" y "Please Do Not Notify Our Contractors" |
| 2009 - 2015 | Community                         | Jeff Winger                                       | Elenco principal. 110 episodios.                                                         |
| 2011        | Phineas y Ferb                    | Norm Head Prototype                               | Episodio: "Candace Disconnected/Magic Carpet Ride"                                       |
| 2012        | Sons of Anarchy                   | Warren                                            | Episodios: "Authority Vested", "Small World" y "Toad's Wild Ride"                        |
| 2013        | Conan                             | Conan                                             | Episodio: "Occupy Conan: When Outsourcing Goes Too Far"                                  |
| 2013 - 2015 | Randy Cunningham: 9th Grade Ninja | First Ninja                                       | Voz. 4 episodios.                                                                        |
| 2015        | Kittens in a Cage                 | Wally                                             | Episodio: "She More Reprobatey"                                                          |
| 2016        | The X-Files                       | Tad O'Malley                                      |                                                                                          |
| 2017 - 2019 | Santa Clarita Diet                | Chris                                             | 4 episodios                                                                              |
| 2020        | DC's Stargirl                     | Sylvester Pemberton / Star-Spangled Kid / Starman | Varios episodios (recurrente)                                                            |
| 2020        | Tiger King (documental)           | Él mismo                                          | Epílogo                                                                                  |

## Premios y nominaciones
| Año  | Premio                           | Categoría                                                  | Por                      | Resultado |
| ---- | -------------------------------- | ---------------------------------------------------------- | ------------------------ | --------- |
| 2011 | Premios de la Crítica Televisiva | Mejor actor en serie de comedia                            | Jeff Winger en Community | Nominado  |
| 2011 | Premios Satellite                | Mejor actor - Musical o Comedia                            | Jeff Winger en Community | Nominado  |
| 2014 | Premios Primetime Emmy           | Outstanding Short-Format Live-Action Entertainment Program | The Soup                 | Nominado  |